# Brasileosaurus
Brasileosaurus (nghĩa là "thằn lằn Brasil") là một nhóm các hóa thạch nhỏ nomen vanum- nghĩa là chúng có lẽ sẽ không bao giờ được nhận dạng. Chúng được tin rằng là của một archosauria phi khủng long. Loài điển hình là B. pachecoi, được mô tả bởi nhà cổ sinh học người Đức Friedrich von Huene năm 1931.